# Мачерата
Мачера́та (итал. Macerata) — город в итальянском регионе Марке, административный центр одноимённой провинции. 
Покровителем города почитается святой Юлиан Странноприимец. Праздник города 31 августа.

## История
Мачерата была основана римлянами в III—II вв. до н. э. Колония называлась Эльвия Речина. В 1138 году Мачерата стала свободной коммуной.

## Культура
В Мачерате проходит известный оперный фестиваль (с 1967 года) и фестиваль популярной и авторской песни Musicultura.